# Glacier Fortuna
Le glacier Fortuna est un glacier situé en Géorgie du Sud sur la côte Ouest de la baie Fortuna.